# Stylurus nagoyanus
Stylurus nagoyanus är en trollsländeart som först beskrevs av Syoziro Asahina 1951.  Stylurus nagoyanus ingår i släktet Stylurus och familjen flodtrollsländor. IUCN kategoriserar arten globalt som nära hotad. Inga underarter finns listade i Catalogue of Life.